# Carex coulteri
Carex coulteri är en halvgräsart som beskrevs av Francis M.B. Boott och William Botting Hemsley. Carex coulteri ingår i släktet starrar, och familjen halvgräs. Inga underarter finns listade i Catalogue of Life.